# Aria Air
Aria Air (in persiano: هواپیمایی آریا) è una compagnia aerea con sede a Teheran, Iran. Opera con voli internazionali e servizi di trasporto nazionale di passeggeri. La sua base principale è l'Aeroporto Internazionale di Dubai.
La compagnia aerea è stata istituita nel 2000 ed ha iniziato le attività di volo nel medesimo anno.

## Destinazioni
La compagnia aerea serve 10 destinazioni: Teheran, Mashhad, Shiraz, Bushehr, Bandar Abbas, Kish, Ahvaz, Dubai e Charjah.

## Flotta
Aria Air opera sul mercato aereo con 6 aeromobili:
- 2 Fokker 50
- 2 Tupolev Tu-154M
- 2 Ilyushin Il-62M